# Чемпіонат світу з футболу 2018 (кваліфікаційний раунд, УЄФА, група C)
Кваліфікаційний раунд чемпіонату світу з футболу 2018 в зоні УЄФА у Групі C визначить учасника ЧС-2018 у Росії від УЄФА.

## Турнірна таблиця
| М  | Команда           | І  | В  | Н | П  | МЗ | МП | РМ  | О  |
| -- | ----------------- | -- | -- | - | -- | -- | -- | --- | -- |
| 1. | Німеччина         | 10 | 10 | 0 | 0  | 43 | 4  | +39 | 30 |
| 2. | Північна Ірландія | 10 | 6  | 1 | 3  | 17 | 6  | +11 | 19 |
| 3. | Чехія             | 10 | 4  | 3 | 3  | 17 | 10 | +7  | 15 |
| 4. | Норвегія          | 10 | 4  | 1 | 5  | 17 | 16 | +1  | 13 |
| 5. | Азербайджан       | 10 | 3  | 1 | 6  | 10 | 19 | −9  | 10 |
| 6. | Сан-Марино        | 10 | 0  | 0 | 10 | 2  | 51 | −49 | 0  |

## Розклад матчів

### 1 тур
| 4 вересня 2016 18:00 (18:00 UTC+2) |

| Сан-Марино | 0 – 1       | Азербайджан  |
| ---------- | ----------- | ------------ |
|            | Звіт(англ.) | Курбанов 45' |

| Олімпійський стадіон, Серравалле Глядачів: 886 Арбітр: Себастьєн Дельферьєр (Бельгія) |

| 4 вересня 2016 20:45 (20:45 UTC+2) |

| Чехія | 0 – 0       | Північна Ірландія |
| ----- | ----------- | ----------------- |
|       | Звіт(англ.) |                   |

| Дженералі Арена, Прага Глядачів: 10 731 Арбітр: Анастасіос Сідіропулос (Греція) |

| 4 вересня 2016 20:45 (20:45 UTC+2) |

| Норвегія | 0 – 3       | Німеччина                  |
| -------- | ----------- | -------------------------- |
|          | Звіт(англ.) | Мюллер 16', 60' Кімміх 45' |

| Уллевол, Осло Глядачів: 26 793 Арбітр: Вільям Каллам (Шотландія) |

### 2 тур
| 8 жовтня 2016 18:00 (20:00 UTC+4) |

| Азербайджан  | 1 – 0       | Норвегія |
| ------------ | ----------- | -------- |
| Медведєв 11' | Звіт(англ.) |          |

| Олімпійський стадіон, Баку Глядачів: 35 000 Арбітр: Ліран Ліані (Ізраїль) |

| 8 жовтня 2016 20:45 (20:45 UTC+2) |

| Німеччина                 | 3 – 0       | Чехія |
| ------------------------- | ----------- | ----- |
| Мюллер 13', 65' Кроос 49' | Звіт(англ.) |       |

| Фолькспаркштадіон, Гамбург Глядачів: 51 299 Арбітр: Овідіу Гацеган (Румунія) |

| 8 жовтня 2016 20:45 (19:45 UTC+1) |

| Північна Ірландія                             | 4 – 0       | Сан-Марино |
| --------------------------------------------- | ----------- | ---------- |
| Девіс 26' (пен.) Лафферті 79', 90+4' Ворд 85' | Звіт(англ.) |            |

| Віндзор Парк, Белфаст Глядачів: 18 234 Арбітр: Іштван Ковач (Румунія) |

### 3 тур
| 11 жовтня 2016 20:45 (20:45 UTC+2) |

| Чехія | 0 – 0       | Азербайджан |
| ----- | ----------- | ----------- |
|       | Звіт(англ.) |             |

| Муніципальний стадіон, Острава Арбітр: Матей Юг (Словенія) |

| 11 жовтня 2016 20:45 (20:45 UTC+2) |

| Німеччина               | 2 – 0       | Північна Ірландія |
| ----------------------- | ----------- | ----------------- |
| Дракслер 13' Хедіра 17' | Звіт(англ.) |                   |

| АВД-Арена, Ганновер Глядачів: 42 132 Арбітр: Паоло Тальявенто (Італія) |

| 11 жовтня 2016 20:45 (20:45 UTC+2) |

| Норвегія                                                | 4 – 1       | Сан-Марино     |
| ------------------------------------------------------- | ----------- | -------------- |
| Сімончіні 12' (аг) Діоманде 77' Самуельсен 82' Кінг 83' | Звіт(англ.) | Стефанеллі 54' |

| Уллевол, Осло Арбітр: Бенуа Бастьєн (Франція) |

### 4 тур
| 11 листопада 2016 20:45 (20:45 UTC+1) |

| Чехія                   | 2 – 1       | Норвегія |
| ----------------------- | ----------- | -------- |
| Крменчик 11' Змргал 47' | Звіт(англ.) | Кінг 87' |

| Еден Арена, Прага Арбітр: Бас Нейгейс (Нідерланди) |

| 11 листопада 2016 20:45 (19:45 UTC±0) |

| Північна Ірландія                               | 4 – 0       | Азербайджан |
| ----------------------------------------------- | ----------- | ----------- |
| Лафферті 27' Маколі 40' Маклафлін 66' Брант 83' | Звіт(англ.) |             |

| Віндзор Парк, Белфаст Арбітр: Клеман Тюрпен (Франція) |

| 11 листопада 2016 20:45 (20:45 UTC+1) |

| Сан-Марино | 0 – 8       | Німеччина                                                                     |
| ---------- | ----------- | ----------------------------------------------------------------------------- |
|            | Звіт(англ.) | Хедіра 7' Гнабрі 9', 58', 76' Гектор 32', 65' Стефанеллі 32' (аг) Фолланд 85' |

| Олімпійський стадіон, Серравалле Арбітр: Артем Кучін (Казахстан) |

### 5 тур
| 26 березня 2017 18:00 (20:00 UTC+4) |

| Азербайджан | 1 – 4                   | Німеччина                            |
| ----------- | ----------------------- | ------------------------------------ |
| Назаров 31' | Звіт (FIFA) Звіт (UEFA) | Шюррле 19', 81' Мюллер 36' Гомес 45' |

| Республіканський стадіон імені Тофіка Бахрамова, Баку Арбітр: Даніель Орсато (Італія) |

| 26 березня 2017 18:00 (18:00 UTC+2) |

| Сан-Марино | 0 – 6                   | Чехія                                                                 |
| ---------- | ----------------------- | --------------------------------------------------------------------- |
|            | Звіт (FIFA) Звіт (UEFA) | Барак 17', 24' Даріда 19', 77' (пен.) Гебре Селассіє 26' Крменчик 43' |

| Олімпійський стадіон, Серравалле Арбітр: Крісто Тогвер (Норвегія) |

| 26 березня 2017 20:45 (19:45 UTC+1) |

| Північна Ірландія     | 2 – 0                   | Норвегія |
| --------------------- | ----------------------- | -------- |
| Ворд 2' Вашингтон 33' | Звіт (FIFA) Звіт (UEFA) |          |

| Віндзор Парк, Белфаст Арбітр: Гюсейн Геджек (Туреччина) |

### 6 тур
| 10 червня 2017 18:00 (20:00 UTC+4) |

| Азербайджан | 0 – 1                   | Північна Ірландія |
| ----------- | ----------------------- | ----------------- |
|             | Звіт (FIFA) Звіт (UEFA) | Даллас 90+2'      |

| Республіканський стадіон імені Тофіка Бахрамова, Баку Арбітр: Хав'єр Естрада Фернандес (Іспанія) |

| 10 червня 2017 20:45 (20:45 UTC+2) |

| Німеччина                                                         | 7 – 0                   | Сан-Марино |
| ----------------------------------------------------------------- | ----------------------- | ---------- |
| Дракслер 11' Вагнер 16', 29', 85' Юнес 38' Мустафі 47' Брандт 72' | Звіт (FIFA) Звіт (UEFA) |            |

| Грюндіг-Штадіон, Нюрнберг Арбітр: Раду Петреску (Румунія) |

| 10 червня 2017 20:45 (20:45 UTC+2) |

| Норвегія             | 1 – 1                   | Чехія              |
| -------------------- | ----------------------- | ------------------ |
| Седерлунн 55' (пен.) | Звіт (FIFA) Звіт (UEFA) | Гебре Селассіє 36' |

| Уллевол, Осло Арбітр: Андре Маррінер (Англія) |

### 7 тур
| 1 вересня 2017 20:45 (20:45 UTC+2) |

| Чехія      | 1 – 2                   | Німеччина              |
| ---------- | ----------------------- | ---------------------- |
| Даріда 78' | Звіт (FIFA) Звіт (UEFA) | Вернер 4' Гуммельс 88' |

| Еден Арена, Прага Глядачів: 18,093 Арбітр: Сергій Карасьов (Росія) |

| 1 вересня 2017 20:45 (20:45 UTC+2) |

| Норвегія                         | 2 – 0                   | Азербайджан |
| -------------------------------- | ----------------------- | ----------- |
| Кінг 31' (пен.) Садигов 60' (аг) | Звіт (FIFA) Звіт (UEFA) |             |

| Уллевол, Осло Глядачів: 8,599 Арбітр: Даніель Штефанський (Польща) |

| 1 вересня 2017 20:45 (20:45 UTC+2) |

| Сан-Марино | 0 – 3                   | Північна Ірландія                  |
| ---------- | ----------------------- | ---------------------------------- |
|            | Звіт (FIFA) Звіт (UEFA) | Магенніс 70', 75' Девіс 78' (пен.) |

| Олімпійський стадіон, Серравалле Глядачів: 2,544 Арбітр: Енеа Йорлі (Албанія) |

### 8 тур
| 4 вересня 2017 18:00 (20:00 UTC+4) |

| Азербайджан                                                 | 5 – 1                   | Сан-Марино  |
| ----------------------------------------------------------- | ----------------------- | ----------- |
| Ісмаїлов 20', 57' Абдуллаєв 24' Чеволі 71' (аг) Садигов 81' | Звіт (FIFA) Звіт (UEFA) | Палацці 74' |

| Баксель Арена, Баку Глядачів: 8,000 Арбітр: Никола Дабанович (Чорногорія) |

| 4 вересня 2017 20:45 (20:45 UTC+2) |

| Німеччина                                                   | 6 – 0                   | Норвегія |
| ----------------------------------------------------------- | ----------------------- | -------- |
| Езіл 10' Дракслер 17' Вернер 21', 40' Горецка 50' Гомес 79' | Звіт (FIFA) Звіт (UEFA) |          |

| Мерседес-Бенц Арена, Штутгарт Глядачів: 53,814 Арбітр: Гедимінас Мажейка (Литва) |

| 4 вересня 2017 20:45 (19:45 UTC+1) |

| Північна Ірландія       | 2 – 0                   | Чехія |
| ----------------------- | ----------------------- | ----- |
| Дж. Еванс 28' Брант 41' | Звіт (FIFA) Звіт (UEFA) |       |

| Віндзор Парк, Белфаст Глядачів: 18,167 Арбітр: Даніеле Орсато (Італія) |

### 9 тур
| 5 жовтня 2017 18:00 (20:00 UTC+4) |

| Азербайджан         | 1 – 2                   | Чехія               |
| ------------------- | ----------------------- | ------------------- |
| Ісмаїлов 55' (пен.) | Звіт (FIFA) Звіт (UEFA) | Копіц 35' Барак 66' |

| Олімпійський стадіон, Баку Глядачів: 16,200 Арбітр: Бенуа Мійо (Франція) |

| 5 жовтня 2017 20:45 (19:45 UTC+1) |

| Північна Ірландія | 1 – 3                   | Німеччина                     |
| ----------------- | ----------------------- | ----------------------------- |
| Магенніс 90+3'    | Звіт (FIFA) Звіт (UEFA) | Руді 2' Вагнер 21' Кімміх 86' |

| Віндзор Парк, Белфаст Глядачів: 18,104 Арбітр: Данні Маккелі (Нідерланди) |

| 5 жовтня 2017 20:45 (20:45 UTC+2) |

| Сан-Марино | 0 – 8                   | Норвегія                                                                         |
| ---------- | ----------------------- | -------------------------------------------------------------------------------- |
|            | Звіт (FIFA) Звіт (UEFA) | Генріксен 8' Кінг 14' (пен.), 17' Ельюнуссі 39', 48', 68' Сельнес 58' Ліннес 86' |

| Олімпійський стадіон, Серравалле Глядачів: 1,922 Арбітр: Ендрю Даллас (Шотландія) |

### 10 тур
| 8 жовтня 2017 20:45 (20:45 UTC+2) |

| Чехія                                            | 5 – 0                   | Сан-Марино |
| ------------------------------------------------ | ----------------------- | ---------- |
| Крменчик 8', 23' Копіц 27' Новак 71' Кадлець 83' | Звіт (FIFA) Звіт (UEFA) |            |

| Дусан Арена, Плзень Глядачів: 5,625 Арбітр: Алекс Тролейс (Фарерські острови) |

| 8 жовтня 2017 20:45 (20:45 UTC+2) |

| Німеччина                                       | 5 – 1                   | Азербайджан |
| ----------------------------------------------- | ----------------------- | ----------- |
| Горецка 8', 66' Вагнер 54' Рюдігер 64' Джан 81' | Звіт (FIFA) Звіт (UEFA) | Шейдаєв 34' |

| Фріц-Вальтер-Штадіон, Кайзерслаутерн Глядачів: 34,613 Арбітр: Андріс Трейманіс (Латвія) |

| 8 жовтня 2017 20:45 (20:45 UTC+2) |

| Норвегія       | 1 – 0                   | Північна Ірландія |
| -------------- | ----------------------- | ----------------- |
| Брант 71' (аг) | Звіт (FIFA) Звіт (UEFA) |                   |

| Уллевол, Осло Глядачів: 10,244 Арбітр: Сергій Бойко (Україна) |

## Бомбардири
5 голів
- Томас Мюллер
- Сандро Вагнер
- Джошуа Кінг